# Gentianella thyrsoidea
Gentianella thyrsoidea una planta herbácea perteneciente a la familia de las gencianáceas.

## Descripción
Hierba anual, de hasta 60 cm de altura, de raíz leñosa, raras veces arbustiva. Hojas casi siempre opuestas.

## Distribución y hábitat
Se encuentra en las regiones andinas de Áncash, Huánuco, Junín, Pasco y Ayacucho en Perú. Es una planta que crece entre los 3500 y 4500 m s.n.m

## Taxonomía
Gentianella thyrsoidea fue descrita por el botánico argentino Humberto Antonio Fabris y publicada en Boletín de la Sociedad Argentina de Botánica 7(2): 88 en 1958.
Basónimo
- Gentiana thyrsoidea Hook., 1831[4]

## Importancia Cultural

### Uso en la medicina tradicional
Es usada en el Callejón de Huaylas en Perú para curar el dolor de muelas, tónico hepático, estimulante de la secreción biliar y antidiabética, antiinflamatorio e hipocolesterolémico.

### Estudios farmacológicos
En 1999, estudios en la Universidad Nacional Mayor de San Marcos, aislaron dos xantonas: bellidifolina y swerchirina. Se han verificado sus propiedades hipolipemiantes in vivo del extracto acuoso de Gentianella thyrsoidea en ratas.

## Nombres comunes
- Apallanla shakoq,[7] hualpa pachaqui, japachancara, japan shacoc, tucumia[2]